# Jennifer Zeng
Jennifer Zeng (Sichuan, 16 ottobre 1966) è un'attivista e scrittrice cinese, ora rifugiata in Australia.
Perseguitata ed imprigionata dal governo cinese in quanto praticante del Falun Dafa, è nota per "Witnessing History", libro in cui racconta la sua detenzione e la sua battaglia per i diritti umani in Cina.

## Biografia

### Formazione
Nata nella provincia cinese di Sichuan, si è laureata in scienze all'Università di Pechino e ha conseguito un master in biochimica.
Nel 1997 ha aderito al movimento spirituale Falun Dafa che nel 1999 è stato reso illegale dal governo cinese ed ufficialmente perseguitato dal cosiddetto "Ufficio 610".

### La detenzione
Dopo essere stata arrestata quattro volte, il 23 maggio 2000 è stata condannata al "Laojiao", la forma di "rieducazione attraverso il lavoro" prevista dalle leggi cinesi, nel campo di lavoro forzato femminile di Pechino per la durata di 12 mesi.
Una volta libera, Zeng ha denunciato gli abusi fisici e mentali che hanno subito lei e gli altri prigionieri durante la detenzione, raccontando di essere stata vittima di pestaggi, torture, tentativi di lavaggio del cervello e di elettroshock.
Ha dichiarato inoltre che nei giorni di visita i prigionieri venivano costretti a giocare a carte o a basket e che all'uscita dei visitatori venivano mandati nei dormitori e poche ore dopo costretti a tornare al lavoro.

### L'asilo politico e l'attivismo
Nel 2001 ha ottenuto l'asilo politico in Australia. Da allora vive a Sydney insieme a sua figlia.
Nel 2005 ha pubblicato il libro Witnessing History: One Chinese Woman's Fight for Freedom and Falun Gon, nel quale descrive le difficoltà che ha dovuto affrontare nel praticare il Falun Dafa in Cina.

## Opere
- Witnessing history: one Chinese woman's fight for freedom, in inglese, Sydney, Allen & Unwin, 2005. ISBN 17-41-14400-0